# Mesabolivar huberi
Mesabolivar huberi är en spindelart som beskrevs av Machado, Brescovit och Francisco 2007. Mesabolivar huberi ingår i släktet Mesabolivar och familjen dallerspindlar. Inga underarter finns listade i Catalogue of Life.